# 1787

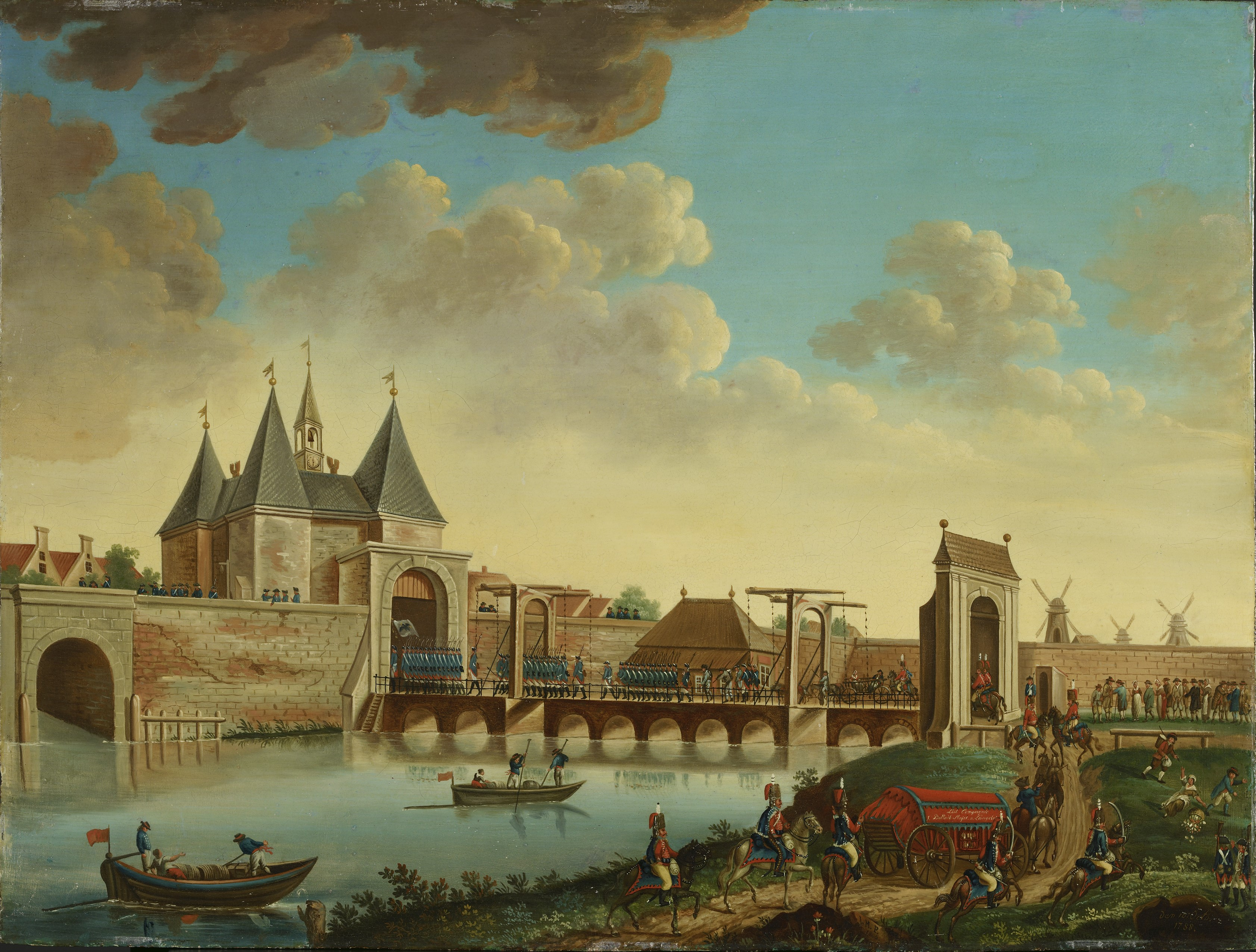
Pruisisch leger trekt Amsterdam binnen.

Het jaar 1787 is het 87e jaar in de 18e eeuw volgens de christelijke jaartelling.

## Gebeurtenissen
januari
- 11 - William Herschel ontdekt de eerste twee manen van Uranus, Oberon en Titania.

april
- 21 - Burgemeester Hendrik Daniëlsz Hooft van Amsterdam laat de tien prinsgezinde leden uit de vroedschap zetten.

mei
- 1 - Vanuit Amersfoort doen Staatse troepen een aanval op het patriottische bolwerk Utrecht. Ze slaan een beleg voor de stad.
- 13 - Een Britse vloot van 11 schepen vol gedetineerden onder bevel van kapitein Arthur Phillip vaart uit om de eerste strafkolonie te gaan stichten in New South Wales.
- 22 - De Rijngraaf van Salm wordt aan het hoofd geplaatst van de patriotse milities in Utrecht.
- 22 - Het Committee for the Abolition of the Slave Trade wordt opgericht.
- 25 - Begin van de Constitutional Convention in Philadelphia.
- eind mei - De Staten van Friesland verbieden de aanschaf van wapens door burgers. Ook wordt het docenten en studenten van de Hogeschool van Franeker verboden deel te nemen aan exercitiegenootschappen.

juni
- 28 - Prinses Wilhelmina probeert vanuit Nijmegen Den Haag te bereiken om steun te verwerven. Zij wordt bij de Vlist aangehouden en naar Goejanverwellesluis geleid.

juli
- 7 - Ter vervanging van twee afgezette Prinsgezinden benoemen de Amsterdamse Patriotten  
Joan Geelvinck tot burgemeester, zonder de voorgeschreven voordracht aan de stadhouder.
- 14 Met de Verordening van het Noordwesten brengen de dertien Verenigde Staten hun overlappende gebiedsaanspraken bij elkaar in een federaal territorium. Men voorziet dat in dit territorium nieuwe lidstaten gecreëerd zullen worden; bovendien wordt de slavernij in dit gebied voor altijd verboden.

augustus
- 2 - Door opslag van buskruit vindt een explosie plaats in de Onze Lieve Vrouwekerk van Amersfoort. 17 doden.
- 2 - De Franse wetenschapper Horace-Bénédict de Saussure bedwingt de top van de Mont Blanc met Jacques Balmat als gids.
- Half augustus - Holland verzoekt om steun uit de andere gewesten, omdat Frederik Willem II, de koning van Pruisen en broer van prinses Wilhelmina, dreigt met interventie, als Holland niet haar verontschuldigingen aanbiedt. In diverse steden worden defensieve maatregelen getroffen.
- 21 - Terwijl het "vliegend legertje" van de Patriotten dreigend onder de stadsmuur afwacht, houdt Wijbo Fijnje een rede voor de vroedschap van Delft waarin hij de vervanging van de oranjegezinde leden eist. Er wordt alsnog een patriottisch stadsbestuur ingesteld.
- 26 - Een brand legt het middeleeuwse stadscentrum van Neuruppin in Brandenburg in de as.
- 27 - Afgevaardigden van Gedeputeerde Staten van Friesland komen poolshoogte nemen in Franeker, en eisen het kanon op, dat het Franeker defensiegenootschap heeft aangeschaft. Ze worden de stad uitgejaagd.
- Eind augustus - Een tiental patriottische Statenleden in Friesland trekt zich terug in Franeker. De spanning stijgt.

september
- 8 - In de Blijdorpse polder bij Rotterdam wordt de "Vuurmachine" in bedrijf gesteld, een stoomgemaal dat in opdracht van het Bataafs Genootschap is gebouwd door Bouton & Watt.
- 10 - Volgt een Pruisisch ultimatum van drie dagen, waarna de Pruisische vorst de oorlog verklaart.
- 15 - Een Pruisisch leger trekt de stad Utrecht, verdedigd door de Rijngraaf van Salm, binnen. De patriotten uit Utrecht vluchten naar Amsterdam.
- 17 - De eerste constitutie van de Verenigde Staten wordt in Philadelphia ondertekend.
- 19 - Gouda wordt door het Pruisische leger bezet, na circa 10 dagen vertrekken zij weer.
- 20 - Stadhouder Willem V van Oranje-Nassau keert terug in 's-Gravenhage. Prinses Wilhelmina arriveert vier dagen later. Petrus Camper verwelkomt het stadhouderlijk gezin met een toespraak.
- 27 - Het "Vliegend Legertje" van Adam Gerard Mappa geeft zich bij Naarden over.

oktober
- 10 - Amsterdam geeft zich over, als laatste stad in Holland. De hertog van Brunswijk neemt zijn intrek in een oude katoenfabriek aan de Amstelveenseweg en zegt toe dat hij zorg zal dragen dat de wraakacties en plunderingen zo veel mogelijk worden onderdrukt. Veel patriotten zijn inmiddels uitgeweken naar Antwerpen, Brussel en sommige Frankrijk. Een enkeling vlucht richting Duitsland.
- Alle vroedschappen worden gezuiverd van patriotten, waarbij vooral Amsterdam en Alkmaar worden getroffen. Iedereen die actief was als officier van een exercitiegenootschap of actief in een defensiecommissie wordt in staat van beschuldiging gesteld.

november
- 7 - De raadspensionaris Pieter van Bleiswijk treedt af.
- In de nacht van 9 op 10 november worden in 's-Hertogenbosch bij meer dan 850 huizen de ramen ingeslagen, 250 huizen worden ook geplunderd. Ook in andere steden vinden plunderingen plaats.
- 12 - Keizer Jozef II verordonneert dat de joden toegang krijgen tot universiteiten, een achternaam moeten aannemen en zich alleen in de familiekring van het Jiddisch mogen bedienen.

## Muziek
- Antonio Rosetti componeert te Wallerstein zijn strijkkwartetten Opus 6
- Domenico Cimarosa componeert Volodimiro en Il fanatico burlato
- Wolfgang Amadeus Mozart componeert Eine kleine Nachtmusik

## Beeldende kunst

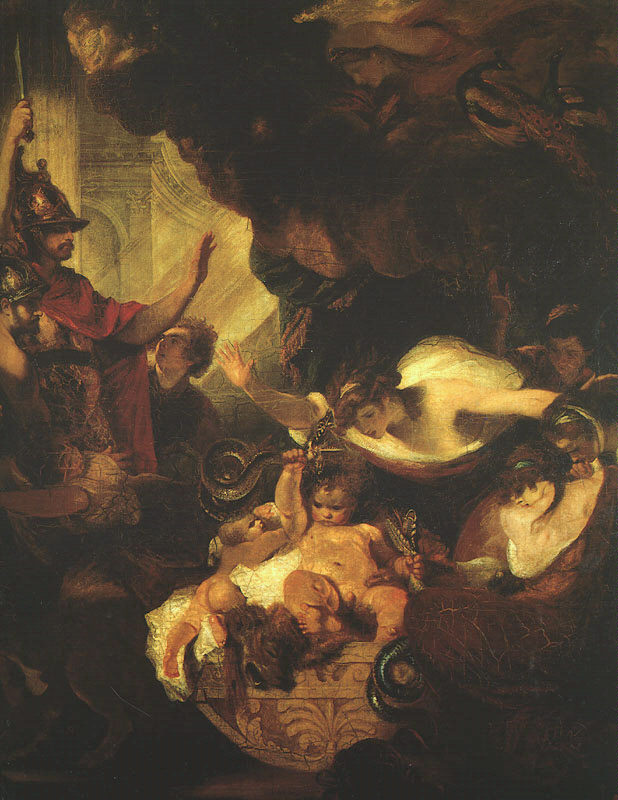
Het kind Hercules (1787) Joshua Reynolds, Hermitage
Miss Constable (1787), George Romney, Museu Calouste Gulbenkian

## Bouwkunst

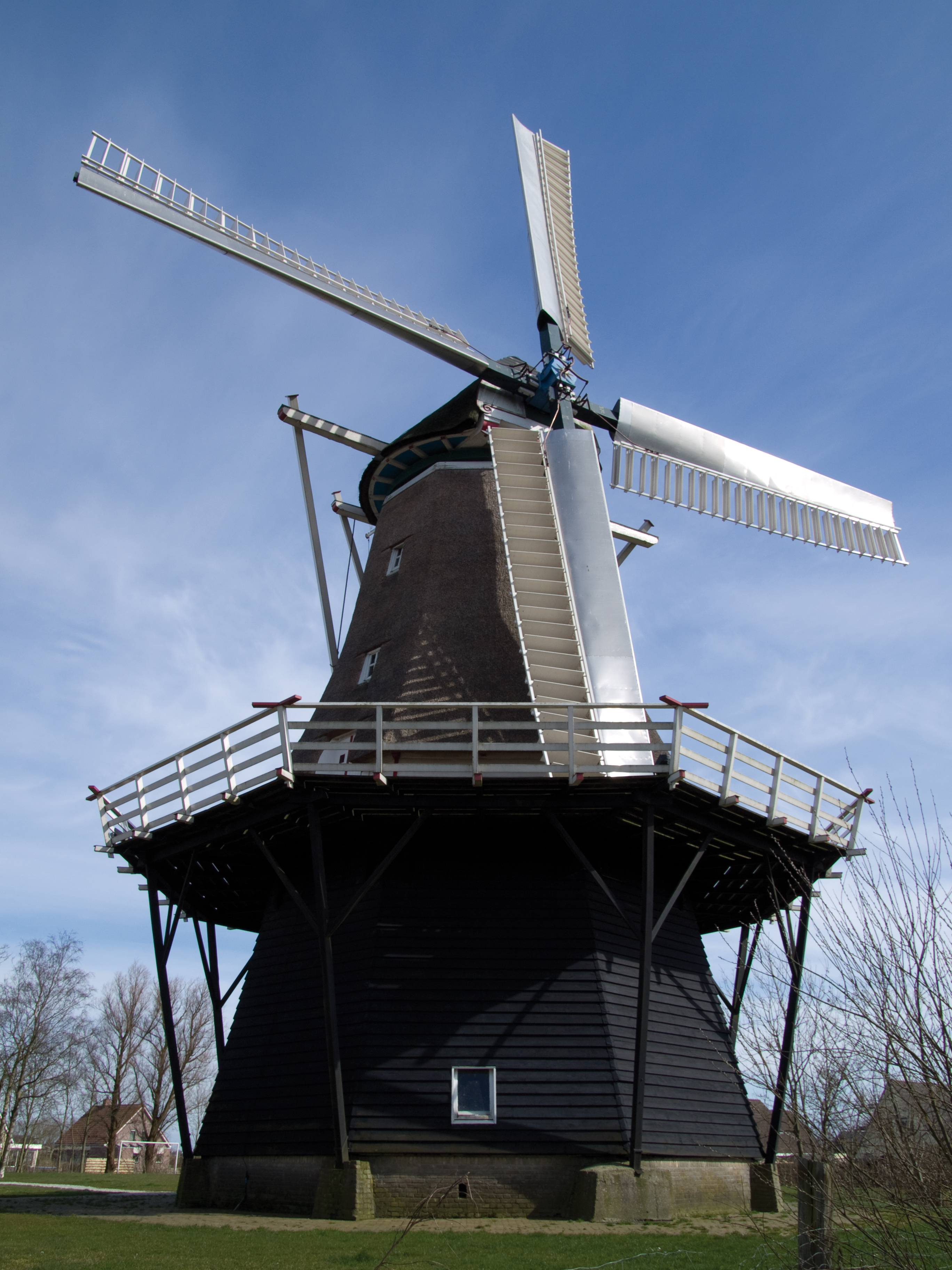
Korenmolen Windlust Burum, Friesland (1787)

## Geboren
februari
- 28 - Horace Twiss, Brits schrijver en politicus (overleden 1849)

april
- 2 - Alexandre Joseph Daminet, Belgisch politicus (overleden 1856)
- 26 - Ludwig Uhland, Duits dichter, literatuurwetenschapper, jurist en politicus (overleden 1862)

september
- 6 - Emilie de Rodat, Franse mystica en ordestichtster; heilige van de Rooms-katholieke kerk (overleden 1852)

november
- 18 - Louis Jacques Mandé Daguerre, een van de uitvinders van de fotografie
- 21 - Samuel Cunard, oprichter en eigenaar van de Cunard Line (overleden 1865)
- 22 - Copley Fielding, Engels kunstschilder (overleden 1855)
- 22 - Rasmus Rask, Deens filoloog (overleden 1832)
- 27 - Jacob Hendrik van Rechteren van Appeltern, Nederlands politicus (overleden 1845

december
- 24 - Willem van Hessen-Kassel, zoon van prins Frederik van Hessen (overleden 1867)
- 25 - Antoon van Bedaff, Zuid-Nederlands schilder, tekenaar en graficus (overleden 1829)

## Overleden
april
- 17 - Adriaan van Campen (41), berucht crimineel

mei
- 6 - Carolina van Oranje-Nassau (44), dochter van stadhouder Willem IV
- 26 - Herman Venema (89/90), Nederlands hoogleraar theologie
- 28 - Leopold Mozart (67), Oostenrijks violist, muziekleraar en componist
- 31 - Felix of Nicosia (71), Italiaans lekenbroeder en heilige

juni
- 10 - María Antonia Vallejo Fernández (36), Spaans actrice en zangeres
- 20 - Karl Friedrich Abel (63), componist van barokmuziek
- 21 - Jean-Baptiste Cimedart (66), Frans wijsgeer

november
- 15 - Christoph Willibald von Gluck (73), Duits componist